# 六三四之劍
《六三四之劍》是日本漫畫家村上紀香所創作的劍道漫畫，於小學館《週刊少年Sunday》1981年17號至1985年41號連載，單行本全24冊。台灣自盜版時代開始譯為《劍擊小精靈》，長鴻出版社代理中文版漫畫時仍繼續沿用。2017年5月布卡漫畫代理中文版電子漫畫。
1985年於東京電視網播放電視動畫。
這部作品以劍道為題材，以岩手縣盛岡市為背景，描寫少年劍士夏木六三四的成長。故事分為小學時代跟高中時代。

## 登場人物
夏木六三四（衛視中文台版改名為夏劍魁）（小學時代配音員：淵崎有里子；高中時代配音員：堀川亮；PlayStation 2版配音員：綠川光）
主角，得名於其出生於6月3日（村上紀香生日）下午4時，亦得名於父母期望其成為現代宮本武藏（日語「六三四」與「武藏」同音）。深受父親榮一郎與母親佳代的影響，從小喜愛劍道，也只喜愛劍道。小學一年級時，偷偷跟著榮一郎到深山中做劍道修行，被榮一郎命令回家，但為了打倒修羅而堅持留下來修行。
夏木榮一郎（衛視中文台版改名為夏木榮）（配音員：德丸完）
六三四的父親，佳代的丈夫，劍道高手，岩手縣警察機動隊隊員，人稱「岩手之虎」。最喜歡的自然景色是岩手山。為了在全日本劍道大賽與國彥對戰，在佳代支持下辭職，在深山中專心劍道修行，修行期間寄宿一間佛寺。在全日本劍道大賽與國彥對戰，被國彥突刺刺中喉嚨，達成二連霸之後死亡。
夏木佳代（衛視中文台版改名為夏佳佳）（配音員：吉田理保子）
六三四的母親，舊姓朝倉，劍道高手，小學老師。學生時代曾參加學生運動。曾獲得全日本女子劍道大賽冠軍，人稱「東北的鬼百合」。在六三四高中時代重返劍道界，參加全日本劍道大賽，與美奈對戰；全日本劍道大賽後，與幹夫結婚。
東堂修羅（小學時代配音員：羽村京子；高中時代配音員：鳥海勝美）
六三四的劍道勁敵，從小接受父親國彥極嚴格的劍道訓練，同情母親朝香。從小被國彥以安全理由禁止找其他兒童劍士練習劍道（以免實力不足的兒童劍士在練習中被擊傷），但獲國彥同意與六三四練習劍道，在六三四面前提到朝香的事時會流淚。在朝香死後請求國彥再次參加全日本劍道大賽，獲國彥同意。
東堂國彥（配音員：若本規夫）
修羅的父親，朝香的丈夫，榮一郎學生時代的劍道學長與勁敵。一心沉醉於劍道修鍊，人稱「劍道之鬼」，突刺能把道館的柱子刺出一個洞。平日對修羅採取極嚴格的特訓，因而經常與朝香起爭執，在朝香死前都未能與朝香和解。在修羅練習中病倒時，跪坐朝香面前，任憑朝香邊哭邊打巴掌。在朝香死後應修羅之請求，再次參加全日本劍道大賽，被榮一郎擊敗。
東堂朝香（配音員：有馬瑞香）
修羅的母親，反對國彥對修羅採取極嚴格的特訓，因而經常與國彥起爭執。死於意外墜崖。
轟嵐子（配音員：伊倉一惠；台灣：魏晶琦）
女劍士，六三四的劍道好友。幼時在比賽中首次與六三四對戰，言語挑釁六三四而互毆，混亂中被六三四扯下劍道服下半身，被眾人看到劍道服裡面沒穿內褲。
上田老師（配音員：勝田久）

十一（衛視中文台版改名為十一郎）（配音員：木藤聰子）
六三四的愛犬，幼時被野狗襲擊以致右眼失明，被六三四當成親兄弟養大。
杉子（配音員：安藤亞里沙）
榮一郎修行時寄宿佛寺的住持的孫女，中學生。在佛寺浴室出浴時，被進浴室洗澡的六三四看見正面全裸。是中學劍道社社員，受榮一郎委託陪六三四練習劍道。
日高劍介（配音員：中原茂）
鹿兒島縣出身的劍士，將六三四與修羅視為勁敵。
有働大吾（配音員：西村朋紘）
熊本縣出身的劍士。
大石巖（配音員：菅原淳一、玄田哲章）
榮一郎警官時代警察署署長的兒子，六三四的劍道師傅，以擊敗榮一郎、成為日本第一劍士為目標。中學就讀盛岡市立南部中學，加入劍道社，每天早上6點左右就到南部中學體育館打掃（其他社員7點左右才到）。
大石署長（配音員：飯塚昭三）
大石巖的父親，榮一郎警官時代的警察署署長。
武者潔和（配音員：幹本雄之）
六三四高中時代的劍道社學長，興趣是偷窺與看色情書刊。
魚戶治（小學時代配音員：江森浩子；高中時代配音員：菊池正美）

小宮睦奈美（配音員：及川瞳）
六三四的青梅竹馬，對劍道一竅不通。
梶（配音員：青木和代）

栗田朗（配音員：佐佐木菜摘）

高須

韮山練造

古澤兵衛（配音員：大木民夫）
乾俊一（配音員：堀內賢雄）
風戶美奈（配音員：富澤美智惠）
長崎出身的女劍士，曾是八雲學院大學劍道社社員。
權藤老師（配音員：石森達幸）
六三四小學生的劍道老師。
谷口老師

谷口恒

久門

陣内

梅木慎一
秋田縣的劍士。
沼田
開陽學園高中劍道社社員，與六三四同期。
八重樫幹夫（配音員：山口健）
六三四小學時代的班導師，全日本劍道大賽後與佳代結婚。

## 出版書籍
單行本
| 卷數 | 小學館         | 小學館             |
| 卷數 | 發售日期       | ISBN               |
| ---- | -------------- | ------------------ |
| 1    | 1981年10月20日 | ISBN 4-09-120631-X |
| 2    | 1981年12月16日 | ISBN 4-09-120632-8 |
| 3    | 1982年2月17日  | ISBN 4-09-120633-6 |
| 4    | 1982年4月17日  | ISBN 4-09-120634-4 |
| 5    | 1982年6月19日  | ISBN 4-09-120635-2 |
| 6    | 1982年8月19日  | ISBN 4-09-120636-0 |
| 7    | 1982年10月20日 | ISBN 4-09-120637-9 |
| 8    | 1982年12月14日 | ISBN 4-09-120638-7 |
| 9    | 1983年3月19日  | ISBN 4-09-120639-5 |
| 10   | 1983年5月20日  | ISBN 4-09-120640-9 |
| 11   | 1983年8月18日  | ISBN 4-09-121031-7 |
| 12   | 1983年11月17日 | ISBN 4-09-121032-5 |
| 13   | 1984年1月18日  | ISBN 4-09-121033-3 |
| 14   | 1984年3月17日  | ISBN 4-09-121034-1 |
| 15   | 1984年5月18日  | ISBN 4-09-121035-X |
| 16   | 1984年8月18日  | ISBN 4-09-121036-8 |
| 17   | 1984年10月18日 | ISBN 4-09-121037-6 |
| 18   | 1984年12月18日 | ISBN 4-09-121038-4 |
| 19   | 1985年3月18日  | ISBN 4-09-121039-2 |
| 20   | 1985年4月18日  | ISBN 4-09-121040-6 |
| 21   | 1985年7月18日  | ISBN 4-09-121321-9 |
| 22   | 1985年9月18日  | ISBN 4-09-121322-7 |
| 23   | 1985年10月18日 | ISBN 4-09-121323-5 |
| 24   | 1985年11月18日 | ISBN 4-09-121324-3 |

文庫版
| 卷數 | 小學館         | 小學館             |
| 卷數 | 發售日期       | ISBN               |
| ---- | -------------- | ------------------ |
| 1    | 2000年11月16日 | ISBN 4-09-193331-9 |
| 2    | 2000年11月16日 | ISBN 4-09-193332-7 |
| 3    | 2001年1月16日  | ISBN 4-09-193333-5 |
| 4    | 2001年1月16日  | ISBN 4-09-193334-3 |
| 5    | 2001年3月16日  | ISBN 4-09-193335-1 |
| 6    | 2001年3月16日  | ISBN 4-09-193336-X |
| 7    | 2001年5月16日  | ISBN 4-09-193337-8 |
| 8    | 2001年5月16日  | ISBN 4-09-193338-6 |
| 9    | 2001年7月17日  | ISBN 4-09-193339-4 |
| 10   | 2001年7月17日  | ISBN 4-09-193340-8 |

## 電視動畫
電視動畫於1985年4月18日至1986年9月26日期間播放，是由EIKEN所制作，於東京電視系播映，全72話。第50話至第72話以《六三四之劍 青春篇》（六三四の剣 青春編）為名播映。臺灣由衛視中文台直譯為《六三四之劍》播出配音版，1994年在香港亞洲電視本港台播出。

### 主題曲
OP「裸足のソルジャー」
歌：下山公介
ED「男たちの地図」
歌：下山公介

## 遊戲
六三四の剣 ただいま修行中
太東在1986年8月8日發售的紅白機遊戲軟體。
タイピング真剣勝負 六三四の剣
Sun電子在2002年1月17日發售的PS2遊戲軟體。
CR六三四の剣RK
Sansei R&D製作、在2008年4月上市的柏青哥。

## 評價
1984年獲得第29回小学馆漫画赏。

## 外部連結
- （日語）